# Akyurt
Akyurt là một huyện thuộc tỉnh Ankara, Thổ Nhĩ Kỳ. Huyện có diện tích 212 km² và dân số thời điểm năm 2007 là 23354 người, mật độ 110 người/km².